# Shuhei Otsuki
Shuhei Otsuki (født 26. maj 1989) er en japansk fodboldspiller, som spiller for den japanske fodboldklub Montedio Yamagata.